# Ямаґата (Наґано)

36°10′5″ пн. ш. 137°52′44″ сх. д. / 36.16806° пн. ш. 137.87889° сх. д.
Ямаґа́та (яп. 山形村, やまがたむら, МФА: [jamagata muɾa]) — село в Японії, в повіті Хіґасі-Тікума префектури Наґано. Станом на 1 квітня 2009 площа села становила 24,94 км². Станом на 1 липня 2011 населення села становило 8399 осіб.